# Haguro (cruzador)
O Haguro (羽黒) foi um cruzador pesado operado pela Marinha Imperial Japonesa e a terceira embarcação da Classe Myōkō, depois do Myōkō e Nachi, e seguido pelo Ashigara. Sua construção começou em março de 1925 nos estaleiros da Mitsubishi e foi lançado ao mar em março de 1928, sendo comissionado em abril do ano seguinte. Era armado com uma bateria principal de dez canhões de 203 milímetros montados em cinco torres de artilharia duplas, tinha um deslocamento carregado de mais de treze mil toneladas e conseguia alcançar uma velocidade máxima de 36 nós.
O Haguro teve uma carreira sem incidentes durante seus primeiros anos de serviço. Ele foi designado para servir no Distrito Naval de Sasebo junto com seus três irmãos, formando a 4ª Divisão da 3ª Frota. Suas atividades na década de 1930 consistiram principalmente de exercícios e treinamentos de rotina. Ele passou por uma reforma em 1936 em que seu armamento secundário foi aprimorado, dentre outras mudanças. Depois de voltar ao serviço, o cruzador voltou para sua rotina normal de treinamentos e ajudou a transportar tropas para a Segunda Guerra Sino-Japonesa.
Na Segunda Guerra Mundial, participou da invasão das Filipinas em dezembro de 1941 e no ano seguinte fez parte das batalhas do Mar de Java, Mar de Coral e Midway, além de em várias operações na Campanha de Guadalcanal. Ele passou a maior parte de 1943 e 1944 navegando entre diferentes bases, mas participou das batalhas de Bougainville em novembro de 1943, do Mar das Filipinas em junho de 1944 e do Golfo de Leyte em outubro. O Haguro foi afundado em 16 de maio de 1945 depois de ser emboscado por contratorpedeiros britânicos no Estreito de Malaca.